# Вианна, Арати Педро
Арати Педро Вианна (Виана) (порт.-браз. Araty Pedro Vianna (Viana); 3 апреля 1923, Рио-де-Жанейро) — бразильский футболист, защитник.

## Карьера
Арати начал карьеру в клубе «Мадурейра» в 1946 году. Он выделялся в команде высоким уровнем физической подготовки, в частности, в одной из игр с «Ботафого», Арати выдавил с поля двух игроков соперника, Силвио Пирилло и Октавио. Через неделю после этого матча, с ним связался главный тренер «Ботафого», Карлито Роша, который пригласил защитника в клуб. В 1952 году он был вызван в сборную Бразилии на Панамериканский чемпионат в качестве замены Джалмы Сантоса. На турнире он провёл один матч против Мексики. За «Ботафого» Арати выступал до 1955 года, после чего перешёл в «Португезу». Завершил карьеру Арати в «Таубате», после чего стал работать скаутом в «Ботафого».
В 1953 году Арати приехал к друзьям в Пау-Гранди, чтобы отсудить матч, и увидел, как играет молодой игрок местного клуба Гарринча, который забил четыре мяча в одной игре. После игры он подошёл к нему и сказал: «Ты можешь играть в любой команде мира, Мануэл. Я отвезу тебя на тренировку в „Ботафого“»! 13 марта 1953 года защитник, купив Гарринче форму и бутсы, вместе с президентом «Пау-Гранди» привёл молодого игрока к тренеру Жентилу Кардозо, который допустил его к тренировке молодёжного состава.

## Международная статистика
| Матч Арати за сборную Бразилии | Матч Арати за сборную Бразилии | Матч Арати за сборную Бразилии | Матч Арати за сборную Бразилии | Матч Арати за сборную Бразилии | Матч Арати за сборную Бразилии | Матч Арати за сборную Бразилии |
| ------------------------------ | ------------------------------ | ------------------------------ | ------------------------------ | ------------------------------ | ------------------------------ | ------------------------------ |
| №                              | Дата                           | Место проведения               | Оппонент                       | Счёт                           | Голы                           | Турнир                         |
| 1                              | 6 апреля 1952                  | Сантьяго                       | Мексика                        | 2:0                            | —                              | Панамериканский чемпионат      |

## Достижения
- Победитель Панамериканского чемпионата: 1952